# Coppa Libertadores 2003
La Copa Toyota Libertadores 2003 fu la 44ª edizione della Coppa Libertadores, massimo torneo sudamericano per club.
Organizzata come ogni anno dalla CONMEBOL, vide la partecipazione di 34 squadre provenienti da 10 federazioni calcistiche sudamericane oltre al Messico. Per ridurre il numero delle squadre a 32 (e formare otto gironi da 4 squadre), tra ottobre e novembre 2002 si rese necessario le svolgimento di un girone preliminare tra quattro squadre, le due qualificate del Venezuela e le due del Messico.
La fase finale della competizione si svolse dal 4 febbraio al 2 luglio 2003 e fu vinta dal Boca Juniors, squadra argentina che nella doppia finale batté i brasiliani del Santos.
Capocannonieri del torneo furono Marcelo Delgado del Boca Juniors e Ricardo Oliveira del Santos, entrambi con 9 reti messe a segno.

## Regolamento
I criteri di qualificazione, in caso di squadre che terminano la fase a gironi a pari punti, sono i seguenti (da applicare nell'ordine):
1. differenza gol complessiva
2. numero totale dei gol segnati
3. numero dei gol segnati fuori casa
4. sorteggio

- Legenda: P = punti, G = partite disputate, V = partite vinte, N = partite pareggiate, P = partite perse, GF = gol fatti, GS = gol subiti, GD = differenza reti.

## Risultati

### Fase eliminatoria

#### Girone Messico-Venezuela

##### Classifica
| Squadra                  | Punti | G | V | P | S | GF | GS | DF  |
| ------------------------ | ----- | - | - | - | - | -- | -- | --- |
| 1. UNAM Pumas            | 13    | 6 | 4 | 1 | 1 | 12 | 4  | +8  |
| 2. Cruz Azul             | 11    | 6 | 3 | 2 | 1 | 11 | 7  | +4  |
| 3. Estudiantes de Mérida | 7     | 6 | 2 | 1 | 3 | 7  | 9  | -2  |
| 4. Nacional Táchira      | 3     | 6 | 1 | 0 | 5 | 6  | 16 | -10 |

### Fase a gironi

#### Girone 1

##### Classifica
| Squadra           | Punti | G | V | P | S | GF | GS | DF |
| ----------------- | ----- | - | - | - | - | -- | -- | -- |
| 1. Deportivo Cali | 12    | 6 | 4 | 0 | 2 | 9  | 3  | +6 |
| 2. River Plate    | 12    | 6 | 4 | 0 | 2 | 10 | 7  | +3 |
| 3. Libertad       | 7     | 6 | 2 | 1 | 3 | 9  | 9  | 0  |
| 4. Emelec         | 4     | 6 | 1 | 1 | 4 | 6  | 15 | -9 |

##### Incontri
| Asunción Martedì 18 febbraio 2003                                             | Libertad  | 2 – 2              | Emelec | Stadio Dr. Nicolás Leoz |
| \| \| \| \| \| Martínez 58’ Cohener 79’ \| Marcatori \| 9’, 43’ O. Tenorio \| |           |                    |        |                         |
|                                                                               |           |                    |        |                         |
| Martínez 58’ Cohener 79’                                                      | Marcatori | 9’, 43’ O. Tenorio |        |                         |

| Cali Mercoledì 19 febbraio 2003                            | Deportivo Cali | 2 – 0 | River Plate | Stadio Pascual Guerrero |
| \| \| \| \| \| Murillo 36’ Castillo 60’ \| Marcatori \| \| |                |       |             |                         |
|                                                            |                |       |             |                         |
| Murillo 36’ Castillo 60’                                   | Marcatori      |       |             |                         |

| Guayaquil Martedì 25 febbraio 2003                                           | Emelec    | 0 – 4                                      | Deportivo Cali | Stadio George Capwell |
| \| \| \| \| \| \| Marcatori \| 22’, 62’ Castillo 49’ Hernández 78’ Patiño \| |           |                                            |                |                       |
|                                                                              |           |                                            |                |                       |
|                                                                              | Marcatori | 22’, 62’ Castillo 49’ Hernández 78’ Patiño |                |                       |

| Buenos Aires Giovedì 27 febbraio 2003                                                    | River Plate | 3 – 1          | Libertad | El Monumental |
| \| \| \| \| \| Fuertes 65’, 85’ (rig.) L. González 77’ \| Marcatori \| 63’ H. Benitez \| |             |                |          |               |
|                                                                                          |             |                |          |               |
| Fuertes 65’, 85’ (rig.) L. González 77’                                                  | Marcatori   | 63’ H. Benitez |          |               |

| Cali Martedì 11 marzo 2003                      | Deportivo Cali | 1 – 0 | Libertad | Stadio Pascual Guerrero |
| \| \| \| \| \| Hernández 34’ \| Marcatori \| \| |                |       |          |                         |
|                                                 |                |       |          |                         |
| Hernández 34’                                   | Marcatori      |       |          |                         |

| Guayaquil Giovedì 13 marzo 2003                                                         | Emelec    | 3 – 1       | River Plate | Stadio George Capwell |
| \| \| \| \| \| Pacheco 59’ (rig.) Rey 77’ O. Tenorio 87’ \| Marcatori \| 39’ Fuertes \| |           |             |             |                       |
|                                                                                         |           |             |             |                       |
| Pacheco 59’ (rig.) Rey 77’ O. Tenorio 87’                                               | Marcatori | 39’ Fuertes |             |                       |

| Guayaquil Martedì 18 marzo 2003                                                              | Emelec    | 1 – 5                                             | Libertad | Stadio George Capwell |
| \| \| \| \| \| Cuero 4’ \| Marcatori \| 38’, 87’ Bonet 45’, 60’ Pedrinho 80’ S. Fernández \| |           |                                                   |          |                       |
|                                                                                              |           |                                                   |          |                       |
| Cuero 4’                                                                                     | Marcatori | 38’, 87’ Bonet 45’, 60’ Pedrinho 80’ S. Fernández |          |                       |

| Buenos Aires Giovedì 20 marzo 2003                                      | River Plate | 2 – 1        | Deportivo Cali | El Monumental |
| \| \| \| \| \| Cavenaghi 36’ Coudet 70’ \| Marcatori \| 27’ Castillo \| |             |              |                |               |
|                                                                         |             |              |                |               |
| Cavenaghi 36’ Coudet 70’                                                | Marcatori   | 27’ Castillo |                |               |

| Cali Martedì 1º aprile 2003                        | Deportivo Cali | 1 – 0 | Emelec | Stadio Pascual Guerrero |
| \| \| \| \| \| Rojas 26’ (aut.) \| Marcatori \| \| |                |       |        |                         |
|                                                    |                |       |        |                         |
| Rojas 26’ (aut.)                                   | Marcatori      |       |        |                         |

| Asunción Mercoledì 9 aprile 2003                                        | Libertad  | 0 – 2                                 | River Plate | Stadio Dr. Nicolás Leoz |
| \| \| \| \| \| \| Marcatori \| 81’ D'Alessandro 92’ (rig.) Cavenaghi \| |           |                                       |             |                         |
|                                                                         |           |                                       |             |                         |
|                                                                         | Marcatori | 81’ D'Alessandro 92’ (rig.) Cavenaghi |             |                         |

| Buenos Aires Giovedì 17 aprile 2003                                 | River Plate | 2 – 0 | Emelec | El Monumental |
| \| \| \| \| \| G. Fernández 42’ D'Alessandro 80’ \| Marcatori \| \| |             |       |        |               |
|                                                                     |             |       |        |               |
| G. Fernández 42’ D'Alessandro 80’                                   | Marcatori   |       |        |               |

| Asunción Giovedì 17 aprile 2003                    | Libertad  | 1 – 0 | Deportivo Cali | Stadio Dr. Nicolás Leoz |
| \| \| \| \| \| S. Fernández 17’ \| Marcatori \| \| |           |       |                |                         |
|                                                    |           |       |                |                         |
| S. Fernández 17’                                   | Marcatori |       |                |                         |

#### Girone 2

##### Classifica
| Squadra                 | Punti | G | V | P | S | GF | GS | DF |
| ----------------------- | ----- | - | - | - | - | -- | -- | -- |
| 1. Paysandu             | 14    | 6 | 4 | 2 | 0 | 14 | 5  | +9 |
| 2. Cerro Porteño        | 8     | 6 | 2 | 2 | 2 | 8  | 11 | -3 |
| 3. Sporting Cristal     | 7     | 6 | 2 | 1 | 3 | 6  | 7  | -1 |
| 4. Universidad Católica | 4     | 6 | 1 | 1 | 4 | 7  | 12 | -5 |

##### Incontri
| 6 febbraio 2003  | Cerro Porteño        | 3-2 | Universidad Católica | Asunción - referto |
| 13 febbraio 2003 | Sporting Cristal     | 0-2 | Paysandu             | Lima               |
| 19 febbraio 2003 | Universidad Católica | 0-1 | Sporting Cristal     | Santiago           |
| 6 marzo 2003     | Paysandu             | 0-0 | Cerro Porteño        | Belém              |
| 11 marzo 2003    | Paysandu             | 3-1 | Universidad Católica | Belém              |
| 12 marzo 2003    | Sporting Cristal     | 1-1 | Cerro Porteño        | Lima               |
| 18 marzo 2003    | Paysandu             | 2-1 | Sporting Cristal     | Belém              |
| 18 marzo 2003    | Universidad Católica | 2-1 | Cerro Porteño        | Santiago           |
| 27 marzo 2003    | Cerro Porteño        | 2-6 | Paysandu             | Asunción           |
| 27 marzo 2003    | Sporting Cristal     | 3-1 | Universidad Católica | Lima               |
| 15 aprile 2003   | Universidad Católica | 1-1 | Paysandu             | Santiago           |
| 15 aprile 2003   | Cerro Porteño        | 1-0 | Sporting Cristal     | Asunción           |

#### Girone 3

##### Classifica
| Squadra            | Punti | G | V | P | S | GF | GS | DF  |
| ------------------ | ----- | - | - | - | - | -- | -- | --- |
| 1. Santos          | 14    | 6 | 4 | 2 | 0 | 16 | 4  | +12 |
| 2. América de Cali | 10    | 6 | 3 | 1 | 2 | 11 | 11 | 0   |
| 3. El Nacional     | 6     | 6 | 1 | 3 | 2 | 4  | 6  | -2  |
| 4. 12 de Octubre   | 3     | 6 | 1 | 0 | 5 | 7  | 17 | -10 |

##### Incontri
| 5 febbraio 2003  | 12 de Octubre | 3-1 | El Nacional   | Itauguá |
| 5 febbraio 2003  | América Cali  | 1-5 | Santos        | Cali    |
| 20 febbraio 2003 | Santos        | 3-1 | 12 de Octubre | Santos  |
| 26 febbraio 2003 | El Nacional   | 1-1 | América Cali  | Quito   |
| 4 marzo 2003     | América Cali  | 4-1 | 12 de Octubre | Cali    |
| 12 marzo 2003    | El Nacional   | 0-0 | Santos        | Quito   |
| 19 marzo 2003    | El Nacional   | 1-0 | 12 de Octubre | Quito   |
| 19 marzo 2003    | Santos        | 3-0 | América Cali  | Santos  |
| 25 marzo 2003    | 12 de Octubre | 1-4 | Santos        | Itauguá |
| 27 marzo 2003    | América Cali  | 1-0 | El Nacional   | Cali    |
| 16 aprile 2003   | 12 de Octubre | 1-4 | América Cali  | Itauguá |
| 16 aprile 2003   | Santos        | 1-1 | El Nacional   | Santos  |

#### Girone 4

##### Classifica
| Squadra               | Punti | G | V | P | S | GF | GS | DF |
| --------------------- | ----- | - | - | - | - | -- | -- | -- |
| 1. Cobreloa           | 9     | 6 | 2 | 3 | 1 | 9  | 5  | +4 |
| 2. Olimpia Asunción   | 9     | 6 | 2 | 3 | 1 | 9  | 6  | +3 |
| 3. Gimnasia y Esgrima | 7     | 6 | 1 | 4 | 1 | 8  | 7  | +1 |
| 4. Alianza Lima       | 5     | 6 | 1 | 2 | 5 | 6  | 14 | -8 |

##### Incontri
| 11 febbraio 2003 | Alianza Lima  | 1-1 | Olimpia       | Lima     |
| 12 febbraio 2003 | Cobreloa      | 0-0 | Gimnasia y E. | Cali     |
| 20 febbraio 2003 | Olimpia       | 0-0 | Cobreloa      | Asunción |
| 26 febbraio 2003 | Gimnasia y E. | 5-1 | Alianza Lima  | La Plata |
| 4 marzo 2003     | Gimnasia y E. | 1-1 | Olimpia       | La Plata |
| 5 marzo 2003     | Alianza Lima  | 2-3 | Cobreloa      | Lima     |
| 19 marzo 2003    | Gimnasia y E. | 0-0 | Cobreloa      | La Plata |
| 20 marzo 2003    | Olimpia       | 0-1 | Alianza Lima  | Asunción |
| 25 marzo 2003    | Cobreloa      | 2-3 | Olimpia       | Calama   |
| 26 marzo 2003    | Alianza Lima  | 1-1 | Gimnasia y E. | Lima     |
| 8 aprile 2003    | Olimpia       | 4-1 | Gimnasia y E. | Asunción |
| 8 aprile 2003    | Cobreloa      | 4-0 | Alianza Lima  | Calama   |

#### Girone 5

##### Classifica
| Squadra           | Punti | G | V | P | S | GF | GS | DF |
| ----------------- | ----- | - | - | - | - | -- | -- | -- |
| 1. Grêmio         | 10    | 6 | 3 | 1 | 2 | 10 | 7  | +3 |
| 2. UNAM Pumas     | 9     | 6 | 3 | 0 | 3 | 8  | 8  | 0  |
| 3. Bolívar La Paz | 9     | 6 | 3 | 0 | 3 | 8  | 9  | -1 |
| 4. Peñarol        | 7     | 6 | 2 | 1 | 3 | 12 | 14 | -2 |

##### Incontri
| 4 febbraio 2003  | Grêmio     | 3-2 | UNAM Pumas | Porto Alegre      |
| 11 febbraio 2003 | UNAM Pumas | 2-0 | Bolívar    | Città del Messico |
| 18 febbraio 2003 | Peñarol    | 2-2 | Grêmio     | Montevideo        |
| 25 febbraio 2003 | Bolívar    | 5-2 | Peñarol    | La Paz            |
| 11 marzo 2003    | Peñarol    | 2-0 | UNAM Pumas | Montevideo        |
| 13 marzo 2003    | Grêmio     | 1-0 | Bolívar    | Porto Alegre      |
| 18 marzo 2003    | Peñarol    | 4-0 | Bolívar    | Montevideo        |
| 20 marzo 2003    | UNAM Pumas | 1-0 | Grêmio     | Città del Messico |
| 26 marzo 2003    | Bolívar    | 2-0 | UNAM Pumas | La Paz            |
| 2 aprile 2003    | Grêmio     | 4-1 | Peñarol    | Porto Alegre      |
| 10 aprile 2003   | UNAM Pumas | 3-1 | Peñarol    | Città del Messico |
| 10 aprile 2003   | Bolívar    | 1-0 | Grêmio     | La Paz            |

#### Girone 6

##### Classifica
| Squadra                | Punti | G | V | P | S | GF | GS | DF |
| ---------------------- | ----- | - | - | - | - | -- | -- | -- |
| 1. Racing Avellaneda   | 14    | 6 | 4 | 2 | 0 | 11 | 4  | +7 |
| 2. Nacional Montevideo | 10    | 6 | 3 | 1 | 2 | 12 | 10 | +2 |
| 3. Universitario       | 7     | 6 | 1 | 4 | 1 | 8  | 8  | 0  |
| 4. Oriente Petrolero   | 1     | 6 | 0 | 1 | 5 | 4  | 13 | -9 |

##### Incontri
| 18 febbraio 2003 | Universitario     | 1-1 | Racing Club       | Lima       |
| 25 febbraio 2003 | Nacional          | 1-2 | Racing Club       | Montevideo |
| 26 febbraio 2003 | Universitario     | 2-0 | Oriente Petrolero | Lima       |
| 6 marzo 2003     | Oriente Petrolero | 2-3 | Nacional          | Santa Cruz |
| 12 marzo 2003    | Racing Club       | 2-0 | Oriente Petrolero | Avellaneda |
| 19 marzo 2003    | Nacional          | 2-0 | Universitario     | Montevideo |
| 25 marzo 2003    | Racing Club       | 1-1 | Universitario     | Avellaneda |
| 1º aprile 2003   | Nacional          | 3-0 | Oriente Petrolero | Montevideo |
| 8 aprile 2003    | Oriente Petrolero | 2-2 | Universitario     | Santa Cruz |
| 9 aprile 2003    | Racing Club       | 4-1 | Nacional          | Avellaneda |
| 16 aprile 2003   | Universitario     | 2-2 | Nacional          | Lima       |
| 16 aprile 2003   | Oriente Petrolero | 0-1 | Racing Club       | Santa Cruz |

#### Girone 7

##### Classifica
| Squadra                   | Punti | G | V | P | S | GF | GS | DF |
| ------------------------- | ----- | - | - | - | - | -- | -- | -- |
| 1. Independiente Medellín | 12    | 6 | 4 | 0 | 2 | 9  | 6  | +3 |
| 2. Boca Juniors           | 11    | 6 | 3 | 2 | 1 | 10 | 7  | +3 |
| 3. Barcelona Guayaquil    | 5     | 6 | 1 | 2 | 3 | 8  | 10 | -2 |
| 4. Colo-Colo              | 5     | 6 | 1 | 2 | 3 | 6  | 10 | -4 |

##### Incontri
| 6 febbraio 2003  | Barcelona G.     | 2-0 | Colo-Colo        | Guayaquil    |
| 20 febbraio 2003 | Boca Juniors     | 2-0 | Independiente M. | Buenos Aires |
| 26 febbraio 2003 | Colo-Colo        | 1-2 | Boca Juniors     | Santiago     |
| 27 febbraio 2003 | Independiente M. | 1-0 | Barcelona G.     | Medellín     |
| 5 marzo 2003     | Boca Juniors     | 2-1 | Barcelona G.     | Buenos Aires |
| 6 marzo 2003     | Colo-Colo        | 2-1 | Independiente M. | Santiago     |
| 13 marzo 2003    | Colo-Colo        | 1-1 | Barcelona G.     | Santiago     |
| 26 marzo 2003    | Independiente M. | 1-0 | Boca Juniors     | Medellín     |
| 3 aprile 2003    | Boca Juniors     | 2-2 | Colo-Colo        | Buenos Aires |
| 3 aprile 2003    | Barcelona G.     | 2-4 | Independiente M. | Guayaquil    |
| 10 aprile 2003   | Barcelona G.     | 2-2 | Boca Juniors     | Guayaquil    |
| 10 aprile 2003   | Independiente M. | 2-0 | Colo-Colo        | Medellín     |

#### Girone 8

##### Classifica
| Squadra                 | Punti | G | V | P | S | GF | GS | DF |
| ----------------------- | ----- | - | - | - | - | -- | -- | -- |
| 1. Corinthians Paulista | 15    | 6 | 5 | 0 | 1 | 15 | 6  | +9 |
| 2. Cruz Azul            | 9     | 6 | 3 | 0 | 3 | 12 | 11 | +1 |
| 3. Fénix                | 6     | 6 | 2 | 0 | 4 | 10 | 14 | -4 |
| 4. The Strongest        | 6     | 6 | 2 | 0 | 4 | 6  | 12 | -6 |

##### Incontri
| 5 febbraio 2003  | Corinthians   | 1-0 | Cruz Azul     | San Paolo         |
| 18 febbraio 2003 | Cruz Azul     | 3-2 | The Strongest | Città del Messico |
| 19 febbraio 2003 | Fénix         | 1-2 | Corinthians   | Montevideo        |
| 27 febbraio 2003 | The Strongest | 1-0 | Fénix         | La Paz            |
| 5 marzo 2003     | Fénix         | 6-1 | Cruz Azul     | Montevideo        |
| 11 marzo 2003    | Corinthians   | 4-1 | The Strongest | San Paolo         |
| 20 marzo 2003    | Fénix         | 2-0 | The Strongest | Montevideo        |
| 26 marzo 2003    | Cruz Azul     | 3-0 | Corinthians   | Città del Messico |
| 2 aprile 2003    | Corinthians   | 6-1 | Fénix         | San Paolo         |
| 3 aprile 2003    | The Strongest | 2-1 | Cruz Azul     | La Paz            |
| 8 aprile 2003    | Cruz Azul     | 4-0 | Fénix         | Montevideo        |
| 9 aprile 2003    | The Strongest | 0-2 | Corinthians   | La Paz            |

### Fase a eliminazione diretta
|  | Ottavi di finale      | Ottavi di finale | Ottavi di finale |                |                 | Quarti di finale | Quarti di finale | Quarti di finale |  |              | Semifinali | Semifinali | Semifinali |  |        | Finale | Finale | Finale |
|  |                       |                  |                  |                |                 |                  |                  |                  |  |              |            |            |            |  |        |        |        |        |
|  |                       |                  |                  |                |                 |                  |                  |                  |  |              |            |            |            |  |        |        |        |        |
|  | Olimpia               | 2                | 0                |                |                 |                  |                  |                  |  |              |            |            |            |  |        |        |        |        |
|  | Grêmio                | 3                | 3                |                |                 |                  |                  |                  |  |              |            |            |            |  |        |        |        |        |
|  | Grêmio                | 3                | 3                |                | Indep. Medellín | 2                | 2                |                  |  |              |            |            |            |  |        |        |        |        |
|  |                       |                  |                  |                | Indep. Medellín | 2                | 2                |                  |  |              |            |            |            |  |        |        |        |        |
|  |                       | Grêmio           | 2                | 1              |                 |                  |                  |                  |  |              |            |            |            |  |        |        |        |        |
|  | Cerro Porteño (dcr)   | Grêmio           | 2                | 1              | 1               | 0 (2)            |                  |                  |  |              |            |            |            |  |        |        |        |        |
|  | Cerro Porteño (dcr)   |                  |                  |                | 1               | 0 (2)            |                  |                  |  |              |            |            |            |  |        |        |        |        |
|  | Indep. Medellín       | 0                | 1 (4)            |                |                 |                  |                  |                  |  |              |            |            |            |  |        |        |        |        |
|  | Indep. Medellín       | 0                | 1 (4)            |                |                 |                  |                  |                  |  | Santos       | 1          | 3          |            |  |        |        |        |        |
|  |                       |                  |                  |                |                 |                  |                  |                  |  |              | 1          | 3          |            |  |        |        |        |        |
|  | Indep. Medellín       | 0                | 2                |                |                 |                  |                  |                  |  |              |            |            |            |  |        |        |        |        |
|  | Indep. Medellín       | 0                | 2                | Nacional (dcr) | 4               | 2 (1)            |                  |                  |  |              |            |            |            |  |        |        |        |        |
|  |                       |                  |                  | Nacional (dcr) | 4               | 2 (1)            |                  |                  |  |              |            |            |            |  |        |        |        |        |
|  | Santos                | 4                | 2 (3)            |                |                 |                  |                  |                  |  |              |            |            |            |  |        |        |        |        |
|  | Santos                | 4                | 2 (3)            |                | Cruz Azul       | 2                | 0                |                  |  |              |            |            |            |  |        |        |        |        |
|  |                       |                  |                  |                | Cruz Azul       | 2                | 0                |                  |  |              |            |            |            |  |        |        |        |        |
|  |                       | Santos           | 2                | 1              |                 |                  |                  |                  |  |              |            |            |            |  |        |        |        |        |
|  | Cruz Azul (dcr)       | Santos           | 2                | 1              | 0               | 0 (3)            |                  |                  |  |              |            |            |            |  |        |        |        |        |
|  | Cruz Azul (dcr)       |                  |                  |                | 0               | 0 (3)            |                  |                  |  |              |            |            |            |  |        |        |        |        |
|  | Deportivo Cali        | 0                | 0 (2)            |                |                 |                  |                  |                  |  |              |            |            |            |  |        |        |        |        |
|  | Deportivo Cali        | 0                | 0 (2)            |                |                 |                  |                  |                  |  |              |            |            |            |  | Santos | 0      | 1      |        |
|  |                       |                  |                  |                |                 |                  |                  |                  |  |              |            |            |            |  |        | 0      | 1      |        |
|  | Boca Juniors          | 2                | 3                |                |                 |                  |                  |                  |  |              |            |            |            |  |        |        |        |        |
|  | Boca Juniors          | 2                | 3                | Boca Juniors   | 0               | 4                |                  |                  |  |              |            |            |            |  |        |        |        |        |
|  |                       |                  |                  | Boca Juniors   | 0               | 4                |                  |                  |  |              |            |            |            |  |        |        |        |        |
|  | Paysandu              | 1                | 2                |                |                 |                  |                  |                  |  |              |            |            |            |  |        |        |        |        |
|  | Paysandu              | 1                | 2                |                | Cobreloa        | 1                | 1                |                  |  |              |            |            |            |  |        |        |        |        |
|  |                       |                  |                  |                | Cobreloa        | 1                | 1                |                  |  |              |            |            |            |  |        |        |        |        |
|  |                       | Boca Juniors     | 2                | 2              |                 |                  |                  |                  |  |              |            |            |            |  |        |        |        |        |
|  | UNAM Pumas            | Boca Juniors     | 2                | 2              | 0               | 0                |                  |                  |  |              |            |            |            |  |        |        |        |        |
|  | UNAM Pumas            |                  |                  |                | 0               | 0                |                  |                  |  |              |            |            |            |  |        |        |        |        |
|  | Cobreloa              | 1                | 0                |                |                 |                  |                  |                  |  |              |            |            |            |  |        |        |        |        |
|  | Cobreloa              | 1                | 0                |                |                 |                  |                  |                  |  | Boca Juniors | 2          | 4          |            |  |        |        |        |        |
|  |                       |                  |                  |                |                 |                  |                  |                  |  |              | 2          | 4          |            |  |        |        |        |        |
|  | América de Cali       | 0                | 0                |                |                 |                  |                  |                  |  |              |            |            |            |  |        |        |        |        |
|  | América de Cali       | 0                | 0                | River Plate    | 2               | 2                |                  |                  |  |              |            |            |            |  |        |        |        |        |
|  |                       |                  |                  | River Plate    | 2               | 2                |                  |                  |  |              |            |            |            |  |        |        |        |        |
|  | Corinthians           | 1                | 1                |                |                 |                  |                  |                  |  |              |            |            |            |  |        |        |        |        |
|  | Corinthians           | 1                | 1                |                | River Plate     | 2                | 1                |                  |  |              |            |            |            |  |        |        |        |        |
|  |                       |                  |                  |                | River Plate     | 2                | 1                |                  |  |              |            |            |            |  |        |        |        |        |
|  |                       | América de Cali  | 1                | 4              |                 |                  |                  |                  |  |              |            |            |            |  |        |        |        |        |
|  | América de Cali (dcr) | América de Cali  | 1                | 4              | 1               | 0 (6)            |                  |                  |  |              |            |            |            |  |        |        |        |        |
|  | América de Cali (dcr) |                  |                  |                | 1               | 0 (6)            |                  |                  |  |              |            |            |            |  |        |        |        |        |
|  | Racing Club           | 1                | 0 (5)            |                |                 |                  |                  |                  |  |              |            |            |            |  |        |        |        |        |

#### Ottavi di finale

##### Andata
| Asunción Martedì 22 aprile 2003                                                                       | Olimpia   | 2 – 3                                       | Grêmio | Manuel Ferreira |
| \| \| \| \| \| López 27’ Caballero 34’ \| Marcatori \| 20’ Claudiomiro 62’ Gilberto 65’ Luis Mario \| |           |                                             |        |                 |
| |           |                                             |        |                 |
| López 27’ Caballero 34’                                                                               | Marcatori | 20’ Claudiomiro 62’ Gilberto 65’ Luis Mario |        |                 |

| Asunción Mercoledì 23 aprile 2003             | Cerro Porteño | 1 – 0 | Independiente Medellín | General Pablo Rojas |
| \| \| \| \| \| Montoya 45’ \| Marcatori \| \| |               |       |                        |                     |
|                                               |               |       |                        |                     |
| Montoya 45’                                   | Marcatori     |       |                        |                     |

| Montevideo Mercoledì 23 aprile 2003                                                                                           | Nacional  | 4 – 4                                           | Santos | El Centenario |
| \| \| \| \| \| Alvez 56’ Peralta 71’ Scotti 81’ Benoit 95’ \| Marcatori \| 6’ Alex 44’, 84’ (rig.) R. Oliveira 65’ Robinho \| |           |                                                 |        |               |
| |           |                                                 |        |               |
| Alvez 56’ Peralta 71’ Scotti 81’ Benoit 95’                                                                                   | Marcatori | 6’ Alex 44’, 84’ (rig.) R. Oliveira 65’ Robinho |        |               |

| Buenos Aires Giovedì 24 aprile 2003          | Boca Juniors | 0 – 1      | Paysandu | La Bombonera |
| \| \| \| \| \| \| Marcatori \| 67’ Iarley \| |              |            |          |              |
|                                              |              |            |          |              |
|                                              | Marcatori    | 67’ Iarley |          |              |

| Città del Messico Giovedì 24 aprile 2003   | UNAM Pumas | 0 – 1    | Cobreloa | Olímpico Universitario |
| \| \| \| \| \| \| Marcatori \| 49’ Díaz \| |            |          |          |                        |
|                                            |            |          |          |                        |
|                                            | Marcatori  | 49’ Díaz |          |                        |

| Cali Giovedì 24 aprile 2003                                  | América de Cali | 0 – 1         | Racing Club | Pascual Guerrero |
| \| \| \| \| \| Banguero 42’ \| Marcatori \| 68’ D. Milito \| |                 |               |             |                  |
|                                                              |                 |               |             |                  |
| Banguero 42’                                                 | Marcatori       | 68’ D. Milito |             |                  |

| Buenos Aires Giovedì 1º maggio 2003                                               | River Plate | 2 – 1            | Corinthians | El Monumental |
| \| \| \| \| \| D'Alessandro 85’ Cavenaghi 89’ \| Marcatori \| 69’ Jorge Wagner \| |             |                  |             |               |
|                                                                                   |             |                  |             |               |
| D'Alessandro 85’ Cavenaghi 89’                                                    | Marcatori   | 69’ Jorge Wagner |             |               |

| Città del Messico Martedì 6 maggio 2003 | Cruz Azul | 0 – 0 | Deportivo Cali | Azul |

#### Quarti di finale
Partite disputate tra il 20 e il 22 maggio (andata) e il 27 e il 29 maggio 2003 (ritorno).
| Squadra numero 1 | Tot.  | Squadra numero 2       | Andata | Ritorno |
| ---------------- | ----- | ---------------------- | ------ | ------- |
| River Plate      | 3 - 5 | América de Cali        | 2 - 1  | 1 - 4   |
| Cobreloa         | 2 - 4 | Boca Juniors           | 1 - 2  | 1 - 2   |
| Cruz Azul        | 2 - 3 | Santos                 | 2 - 2  | 0 - 1   |
| Grêmio           | 3 - 4 | Independiente Medellín | 2 - 2  | 1 - 2   |

#### Semifinali

##### Andata
| San Paolo del Brasile Mercoledì 4 giugno 2003 | Santos    | 1 – 0 | Independiente Medellín | Morumbi |
| \| \| \| \| \| Neném 66’ \| Marcatori \| \|   |           |       |                        |         |
|                                               |           |       |                        |         |
| Neném 66’                                     | Marcatori |       |                        |         |

| Buenos Aires Mercoledì 11 giugno 2003                   | Boca Juniors | 2 – 0 | América de Cali | La Bombonera |
| \| \| \| \| \| Schiavi 41’ Tévez 89’ \| Marcatori \| \| |              |       |                 |              |
|                                                         |              |       |                 |              |
| Schiavi 41’ Tévez 89’                                   | Marcatori    |       |                 |              |

##### Ritorno
| Medellín Mercoledì 18 giugno 2003                                                    | Independiente Medellín | 2 – 3                        | Santos | Atanasio Girardot |
| \| \| \| \| \| Moreno 13’ Molina 65’ \| Marcatori \| 36’ Alex 61’ Fabiano 86’ Léo \| |                        |                              |        |                   |
|                                                                                      |                        |                              |        |                   |
| Moreno 13’ Molina 65’                                                                | Marcatori              | 36’ Alex 61’ Fabiano 86’ Léo |        |                   |

| Cali Giovedì 19 giugno 2003                                                            | América de Cali | 0 – 4                                                | Boca Juniors | Pascual Guerrero |
| \| \| \| \| \| \| Marcatori \| 13’, 22’ Tévez 40’ (rig.) Schiavi 76’ (rig.) Delgado \| |                 |                                                      |              |                  |
|                                                                                        |                 |                                                      |              |                  |
|                                                                                        | Marcatori       | 13’, 22’ Tévez 40’ (rig.) Schiavi 76’ (rig.) Delgado |              |                  |

#### Finali

##### Andata
| Arbitro: | Ruiz |

|                  |           |  |
| Delgado 32’, 83’ | Marcatori |  |

##### Ritorno
| Arbitro: | Larrionda |

|          |           |                                          |
| Alex 70’ | Marcatori | 21’ Tévez 84’ Delgado 95’ (rig.) Schiavi |

## Statistiche

### Classifica marcatori
| # | Giocatore                  | Squadra          | Gol |
| - | -------------------------- | ---------------- | --- |
| 1 | Marcelo Delgado            | Boca Juniors     | 9   |
| 1 | Ricardo Oliveira           | Santos           | 9   |
| 3 | Julián Vásquez             | América de Cali  | 8   |
| 4 | Liédson                    | Corinthians      | 6   |
| 4 | Róbson                     | Paysandu         | 6   |
| 4 | Guillermo Barros Schelotto | Boca Juniors     | 6   |
| 4 | Rodrigo López              | Olimpia Asunción | 6   |